# Макієві
Макієві (Cheirogaleidae) — родина лемуроподібних приматів. Як і всі інші лемури, живуть виключно на острові Мадагаскар. Родина містить 42 сучасні види у 5 родах.

## Опис
Cheirogaleidae менші, ніж інші лемури й, по суті, вони є найменшими приматами. Вони мають м'яку, довгу шерсть, пофарбовану від сіро-коричневого до червонуватого кольору зверху, як правило, з яскравим підчерев'ям. Як правило, вони мають невеликі вуха, великі, близько посаджені очі, довгі задні ноги. Вони досягають розміру лише від 13 до 28 см, хвіст дуже довгий, іноді у півтора рази більший, як тіло. Вони важать не більше 500 грамів, деякі види вагою всього 60 грамів. Їх очі мають тапетум, світловідбивний шар, що підвищує їх нічний зір. Деякі види, такі як Cheirogaleus medius мають запаси жиру в задніх ніг і підстави хвоста, вони сплячі. На відміну від лемурових вони мають довгі верхні різці. Зубна формула: I 2/2, C 1/1, P 3/3, M 3/3 = 36.

## Спосіб життя
Населяють лісисті райони Мадагаскару. Є нічними і деревними. Коли на землі (рідко), вони рухаються, стрибаючи на задніх лапах. Вони проводять день в дуплах дерев або листяних гніздах. Cheirogaleidae, як правило, поодинокі, але іноді живуть в парах. Cheirogaleidae всеїдні, їдять фрукти, квіти і листя (іноді нектар), а також комах, павуків, дрібних хребетних.

## Відтворення
Самиці, як правило, мають три пари сосків. Після 60-денної вагітності, вони народжують 2—4 дитинча. Через п'ять-шість тижнів молодь відлучається від молока і стає повністю зрілою в кінці першого року або десь в їхній другий рік, залежно від виду. З людською допомогою, вони можуть жити 15 років (рекордна тривалість життя записана для Phaner furcifer, 25 років у неволі), хоча їх середня тривалість життя в дикій природі, ймовірно, значно коротша.